# أوكروغ خانتي-مانسي ذاتية الحكم
خانتي-مانسي أوكروغ—يوغرا هي إحدى الكيانات الفدرالية في روسيا. وتحوي المدن والقرى التالية: بيلويارسكي،
خانتي-مانسييسك،
كوغاليم،
لانجباس،
ليانتور،
ميجون،
نفتيوغانسك،
نيجنفارتوفسك،
نياغان،
بوكاتشي،
بيت-ياخ،
رادوجني، أوكروغ خانتي-مانسي الذاتية،
سوفتسكاي، أوكروغ خانتي-مانسي الذاتية،
سورغوت،
أوراي،
يوغورسك، أغيريش